# John Kirkbride (Leichtathlet)
John Kirkbride (John Christopher Kirkbride; * 24. März 1947 in Whitehaven) ist ein ehemaliger britischer Mittelstreckenläufer, der sich auf die 1500-Meter-Distanz spezialisiert hatte.
1970 wurde er bei den British Commonwealth Games in Edinburgh für England startend Neunter. Bei der Universiade gewann er Silber.
Bei den Leichtathletik-Europameisterschaften 1971 in Helsinki kam er auf den vierten Platz.
1972 schied er bei den Olympischen Spielen in München im Vorlauf aus, und 1974 wurde er bei den British Commonwealth Games in Christchurch Zehnter.

## Persönliche Bestzeiten
- 800 m: 1:48,1 min, 1. Juli 1971, Mailand
- 1500 m: 3:38,68 min, 15. Juli 1972, London
- 1 Meile: 3:56,5 min, 10. Juni 1972, London